# Limnophila sessiliflora
Limnophila sessiliflora är en grobladsväxtart som först beskrevs av Vahl, och fick sitt nu gällande namn av Carl Ludwig von Blume. Limnophila sessiliflora ingår i släktet Limnophila och familjen grobladsväxter. Inga underarter finns listade i Catalogue of Life.

## Bildgalleri

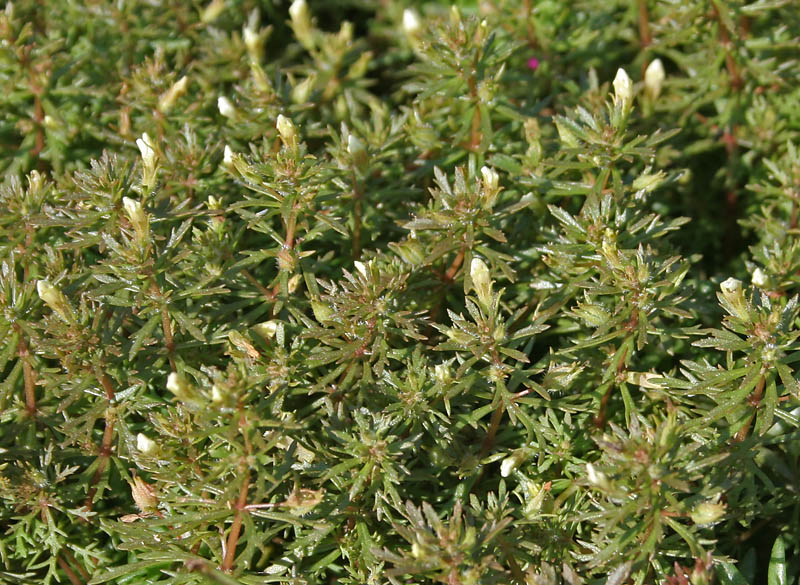
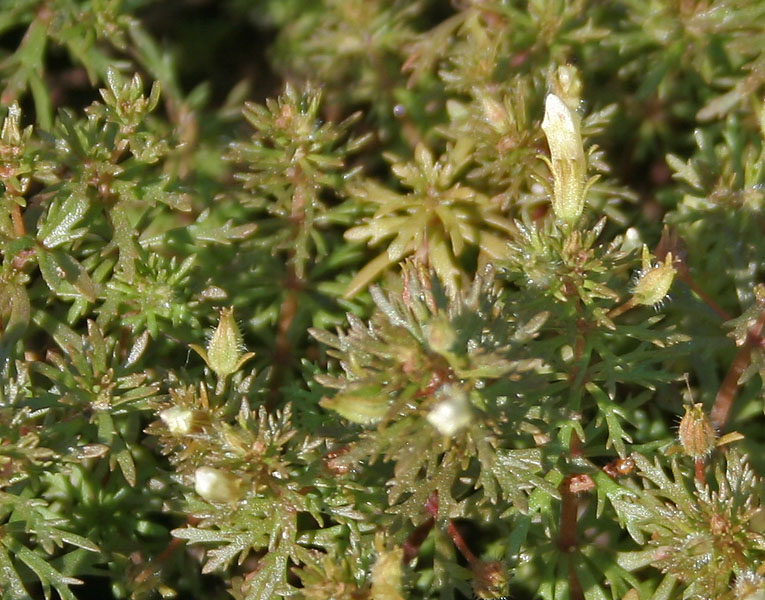